# Bilanț
Bilanțul este un procedeu de lucru specific metodei contabilității prin intermediul căruia se prezintă generalizat activul și pasivul unităților patrimoniale în etalon bănesc precum și date obținute de unitatea patrimonială la un moment dat.
Bilanțul este un inventar al activului și pasivului unei întreprinderi sau al unei activități financiare pentru o anumită perioadă de timp.

## Funcțiile bilanțului
- de generalizare a datelor oferite de contabilitate;
- de informare asupra desfășurării activității;
- previzională.

## Structura bilanțului
- în concepția economică:
  1. activul (modul de utilizare a capitalului)
  2. pasivul (modul de procurare a capitalului)
- în concepția juridică:
  1. activul (bunuri economice reale și creanțe)
  2. pasivul (datorii și capitaluri proprii)